# 光合一加一
《光合一加一》，是一部以描寫伊碧英師姊及張哲夫師兄真實人生電視劇，由陳文山、連靜雯、王少偉、方宥心、鄧筠庭、潘慧如主演，於2014年9月14日在大愛電視台20:00首播。中天娛樂台於2014年9月14日21:00播出。

## 播出時間
以下時間以當地時間（台灣時間）為準

### 首播
| 片名       | 頻道       | 播放日期      | 播放時間                  |
| ---------- | ---------- | ------------- | ------------------------- |
| 光合一加一 | 大愛電視台 | 2014年9月14日 | 20:00-20:49播出（無廣告） |
| 光合一加一 | 大愛海外台 | 2014年9月14日 | 20:00-21:00播出（含廣告） |
| 光合一加一 | 中天娛樂台 | 2014年9月14日 | 21:00-22:00播出（含廣告） |

### 重播
| 片名       | 頻道       | 播放日期      | 播放時間                  |
| ---------- | ---------- | ------------- | ------------------------- |
| 光合一加一 | 大愛電視台 | 2014年9月15日 | 23:30-00:19播出（無廣告） |
| 光合一加一 | 大愛電視台 | 2014年9月15日 | 03:00-03:49播出（無廣告） |
| 光合一加一 | 大愛電視台 | 2014年9月15日 | 16:00-16:49播出（無廣告） |
| 光合一加一 | 大愛海外台 | 2014年9月15日 | 02:00-03:00播出（含廣告） |
| 光合一加一 | 大愛海外台 | 2014年9月15日 | 09:00-09:49播出（無廣告） |
| 光合一加一 | 大愛海外台 | 2014年9月15日 | 11:00-12:00播出（含廣告） |
| 光合一加一 | 中天娛樂台 | 2014年9月15日 | 11:00-12:00播出（含廣告） |

### 大愛會客室

#### 首播
| 片名       | 頻道       | 播放日期      | 播放時間        |
| ---------- | ---------- | ------------- | --------------- |
| 大愛會客室 | 大愛海外台 | 2014年9月14日 | 21:00-21:11播出 |
| 大愛會客室 | 大愛電視台 | 2014年9月14日 | 00:19-00:30播出 |
| 大愛會客室 | 大愛海外台 | 2014年9月14日 | 09:49-10:00播出 |

## 演員角色列表

### 主要角色
| 演員   | 角色   | 介紹 |
| 陳文山 | 伊慶桑 | 伊碧英的父親，抗日時期投筆從戎，加入青年軍，隨軍撤退來台，設法將妻女接來台灣，然而卻再也無從見母親一面。深沉的孝思影響了他的後半生，也影響了兩個女兒碧英和水蓮的命運。個性條理分明，但應變能力不足。以書香家世自豪，對女兒有著無窮的歉疚，雖然如此，決定呼應母親的孝思而做出的續絃決定，重重地影響了父女的關係。                                                                                           |
| 潘慧如 | 董從英 | 碧英的天使媽媽，在世時個性剛烈，由於丈夫加入青年軍，又逢大陸政權變色，與丈夫聚少離多，後來總算帶著女兒來台與夫團圓，不料丈夫又常不在家中，言語無法與鄰居溝通，丈夫長年在外，有苦無處訴。在生下水蓮之後不久，便懸樑自盡。她是碧英內心深處絕對存在的黑暗面，也是慶桑終其一生無法明說的深切的憾。 |
| 連靜雯 | 伊碧英 | 成年碧英，出生於民國三十七年，自小顛沛流離。個性剛烈倔強，桀傲不馴。母親於幼年期間自殺身故。自小與父親相依為命，夢想有個幸福圓滿的家。父親的續絃打破了這個夢，她傷心，叛逆，反抗，乃至視後母如仇敵。後來結識張哲夫，相戀，結婚，讓她圓了新的夢想。然而，這只是另一個流離苦難的開始。遭到重重的背叛，傷害，選擇了離開，重新追尋內心夢想中最重要的那個家。因緣際會進入慈濟，學習原諒的真諦，回頭度化張哲夫。 |
| 方宥心 | 伊碧英 | 少年碧英 |
| 鄧筠庭 | 伊碧英 | 童年碧英 |
| 王少偉 | 張哲夫 | 伊碧英的先生，早年北區規模最大的電鍍廠的老闆的長子小開，從小就接受父親的安排，準備接手工廠。個性天真浪漫，思慮不夠深，會盲目地往好處想，對友人熱情無防備心，對家人則清淡如開水。後因時代變遷，工廠瀕危，雖有意振作，卻不得要領，反而虧損更大。更令碧英意外的是，他竟還可以利用加班的藉口，在外另築愛巢。直至離婚後才查覺自己的心意，後在靜施及碧英的引度下入慈濟。                                         |
| 林辰宇 | 伊水蓮 | 童年水蓮 |
| 郭孟婷 | 伊水蓮 | 少年水蓮 |
| 陳嘉君 | 伊水蓮 | 成年水蓮，碧英的親妹妹，自小就因父親的疏忽被後母賣給市場雞販，與父親、姊姊分離。從小就被養父母帶在身邊幫忙市場工作，由於養女的身分，養成了逆來順受的習性，個性中帶著隱性的堅強，而自我壓抑，不敢開放。青春期期間被父親與姊姊找到，但基於理念，不願認祖歸宗。想愛卻恨著父親，羨慕姊姊。 |

### 其他角色
| 演員   | 角色       | 介紹 |
| 梁家榕 | 阿 新      | 伊慶桑續弦。原住民女性，但阿新卻以生活費不足為由，將水蓮賣掉，並對碧英施虐。 |
| 藝鴒   | 潘淑英     | 伊慶桑的第三任妻子，年紀只大碧英數年，個性實際而不善交際，嫁給慶桑時正值碧英叛逆青春期，立刻捲入碧英針對父親發動的戰火之中，成為碧英的第一號假想敵，延續至往後多年。                             |
| 陳慕義 | 張 父      | 張哲夫父親，看上碧英的能幹精練，決心讓她成為自己的媳婦。個性頑固保守，受日本教育的大男人主義者。一手創立北區最大規模的電鍍廠，但因觀念無法跟上時代的變化，終至失敗萎縮的下場。                   |
| 馬惠珍 | 張 母      | 碧英的婆婆，個性溫文典雅，嚴守日本時代傳統婦女的女德的女性。耳根子軟，一切以夫為尊，直到目睹了外遇兒子對碧英的所做所為，以及碧英的強力反擊、主動離婚，激發出堅定的信念，盡全力敲醒迷惘中的兒子。 |
| 陳建凱 | 書銘       | 碧英的長子。沉著冷靜，嚴守張家長子的立場，對父親與母親之間的衝突，冷眼旁觀，力求中立。 |
| 兵承育 | 書銘       | 少年書銘 |
| 趙柏翰 | 蘇昭翰     | 童年書銘 |
| 吳政勳 | 書誠       | 碧英的次子。貼心溫柔，擔心發生婚變的母親，極力以親情留住母親，帶著弟弟，在家變之後，陪伴在母親身邊。                                                                                             |
| 陳昱丞 | 書誠       | 少年書誠 |
| 廖柏翔 | 書誠       | |
| 王柏人 | 書逢       | 少年書逢 |
| 黃耀冬 | 書逢       | 童年書逢 |
| 余宥樂 | 書瑋       | |
| 邱辰恩 | 蘇昭旭     | 童年書瑋 |
| 班鐵翔 | 孫敬華     | 伊慶桑的同學、好友、戰友、患難之交。在慶桑病重時伸出援手，暫時收留碧英到自己家中。碧英初次體會到家族成員間血濃與水的無形力量。                                                                   |
| 王韻婷 | 黃美麗     | 碧英的高中密友之一。溫柔恬靜，細膩多感，啟發碧英女性的一面，成年後兩人仍持續交情，她的幸福婚姻，也鼓激勵了碧英想追求自己的幸福。                                                                 |
| 潔     | 黃美麗     | 少年美麗 |
| 陳淑芳 | 靜 施      | 靜施媽咪(碧英稱)，慈濟資深師姊。碧英入慈濟時的組長，個性嚴謹直率，心思細膩而洞察力強，總是一針見血地指出問題所在，碧英從怕她到敬她到愛她，將她視為如母親一般的存在。                             |
| 洪喻蕎 | 明 鳳      | 迷糊，大而化之，親切溫柔的慈濟師姊，與碧英有著極好的默契和情誼，無意間成為哲夫傾訴悔意的出口，雞婆個性的她，一度想再撮合兩人。                                                                   |
| 劉香君 | 王美蓮     | 嚴肅，做事一板一眼的慈濟師姊，常承擔碧英交代下來的任務，也在做中成長，學習如何放下身段。討厭傷害過碧英的張哲夫，守護著碧英。                                                                     |
| 李璇   | 台北嬸婆   | 讓伊碧英寄住台北時，很照顧伊碧英，之後還告知伊慶桑他媽媽在老家過世了。 |
| 丁強   | 台北叔公   | 雖臉很臭很兇，但伊碧英寄住台北時，也是很照顧伊碧英 |
| 尹昭德 | 陳老師     | 伊碧英國小老師，對碧英很好。 |
| 陳季霞 | 臺中嬸婆   | 伊碧英躲避阿新時，從南投到台中投靠的嬸婆，之後碧英去找妹妹時也住嬸婆家。 |
| 李全忠 | 劉志航     | 伊慶桑好友 |
| 王希華 | 朱桂笙     | 伊慶桑好友，慶桑住院期間常前往關心，想給錢幫忙，但被伊碧英以爸爸不接受援助而拒絕。 |
| 童毅軍 | 水蓮養父   | 雞販 |
| 洪綺陽 | 水蓮養母   | 雞販 |
| 應采靈 | 孫妻       | 孫敬華老婆，極度溺愛兒子。 |
| 許姿婷 | 孫志晴     | 孫敬華大女兒，雖不滿家裡對弟弟的溺愛，因無立反對而極度壓抑，大學後開始反抗家裡。 |
| 吳珈瑋 | 孫志旻     | 孫敬華二女兒，和伊碧英的感情最好 |
| 陳立鴻 | 孫志鵬     | 孫敬華獨子，看伊碧英不爽，處處針對伊碧英，最後在爸爸的解釋下後悔對伊碧英的行為。 |
| 岳庭   | 華一美     | 私立育達商職女教官 |
| 夏靖庭 | 楊仔       | 私立中興中學校工 |
| 梁馨方 | 小琪       | 私立中興中學福利社員工 |
| 王亭亭 | 小文(少年) | |
| 李少榆 | 大柯(少年) | |
| 賴佩瑩 | 大柯       | |
| 文汶   | 李淑華     | 書誠讀幼稚園時的老師。與張哲夫的婚外情，育兩兒。 |
| 郭昱晴 | 劉美吟     | |
| 周婷婷 | 鎖工廠董娘 | |
| 何璦芸 | 盧婆婆     | |
| 邱任庭 | 盧建宏     | |
| 劉濟民 | 丁先生     | |
| 陳玉婷 | 碧英的姑姑 | |
| 林建驊 | 阿順       | |

### 大愛會客室名單
| 集數   | 日期           | 來賓                   |
| 第1集  | 2014年9月14日  | 臧蕙年、楊英奇、陳文山 |
| 第2集  | 2014年9月15日  | 鄧筠庭、陳文山         |
| 第3集  | 2014年9月16日  | 伊碧英、鄧筠庭、陳文山 |
| 第4集  | 2014年9月17日  | 伊碧英、方宥心、陳文山 |
| 第5集  | 2014年9月18日  | 伊碧英、陳文山         |
| 第6集  | 2014年9月19日  | 陳文山、楊英奇         |
| 第7集  | 2014年9月20日  | 方宥心、楊英奇         |
| 第8集  | 2014年9月21日  | 伊碧英、方宥心         |
| 第9集  | 2014年9月22日  | 伊碧英、陳文山         |
| 第10集 | 2014年9月23日  | 陳文山、楊英奇         |
| 第11集 | 2014年9月24日  | 伊碧英、方宥心、陳文山 |
| 第12集 | 2014年9月25日  | 陳文山、伊碧英         |
| 第13集 | 2014年9月26日  | 方宥心、郭孟婷         |
| 第14集 | 2014年9月27日  | 方宥心、陳文山         |
| 第15集 | 2014年9月28日  | 方宥心、伊碧英         |
| 第16集 | 2014年9月29日  | 方宥心                 |
| 第17集 | 2014年9月30日  | 方宥心、伊碧英         |
| 第18集 | 2014年10月1日  | 方宥心、郭孟婷         |
| 第19集 | 2014年10月2日  | 方宥心、連靜雯         |
| 第20集 | 2014年10月3日  | 伊碧英、伊水蓮         |
| 第21集 | 2014年10月4日  | 伊碧英、伊水蓮         |
| 第22集 | 2014年10月5日  | 連靜雯、王少偉         |
| 第23集 | 2014年10月6日  | 連靜雯、王少偉         |
| 第24集 | 2014年10月7日  | 伊碧英、陳文山         |
| 第25集 | 2014年10月8日  | 連靜雯、王少偉         |
| 第26集 | 2014年10月9日  | 伊碧英、伊水蓮         |
| 第27集 | 2014年10月10日 | 馬惠珍、連靜雯         |
| 第28集 | 2014年10月11日 | 伊碧英、王少偉         |
| 第29集 | 2014年10月12日 | 陳文山、連靜雯         |
| 第30集 | 2014年10月13日 | 伊碧英、連靜雯         |
| 第31集 | 2014年10月14日 | 連靜雯、王少偉         |
| 第32集 | 2014年10月15日 | 伊碧英                 |
| 第33集 | 2014年10月16日 | 連靜雯、王少偉、陳文山 |
| 第34集 | 2014年10月17日 | 伊碧英、連靜雯、陳淑芳 |
| 第35集 | 2014年10月18日 | 陳淑芳、連靜雯、王少偉 |
| 第36集 | 2014年10月19日 | 伊碧英、連靜雯、王少偉 |
| 第37集 | 2014年10月20日 | 伊碧英、王美蓮         |
| 第38集 | 2014年10月21日 | 伊碧英、王美蓮         |
| 第39集 | 2014年10月22日 | 馬惠珍、連靜雯         |
| 第40集 | 2014年10月23日 | 伊碧英、王美蓮         |

## 戲中歌曲
| 曲別   | 歌名          | 演唱者 | 作詞   | 作曲   | 編曲   | 製作人 | 合聲           |
| 片頭曲 | 轉個彎 無限寬 | 馬毓芬 | 十方   | 巫雨白 | 戴維雄 | 曹俊鴻 | 蕭蔓萱、巫雨白 |
| 片尾曲 | 心的光合作用  | 方宥心 | 笑容   | 巫雨白 | 戴維維 | 曹俊鴻 |                |
| 插曲   | 安全感        | 方宥心 | 方宥心 | 方宥心 | 呂至傑 | 呂至傑 | 方宥心         |

## 製作團隊
- 導演：陳家俊、林清芳
- 監製：臧蕙年
- 編審：鍾易儒
- 總策劃：關兆宏
- 製作行政：黃開誼
- 行政助理：吳尹華
- 顧問：伊碧英、張哲夫
- 製作人：楊英奇
- 編劇：蔡至哲

## 外部連結
- 大愛劇場官方Facebook（页面存档备份，存于）
- 光合一加一大愛官方網站

| 大愛電視台 週一至週日 20:00-20:49        | 大愛電視台 週一至週日 20:00-20:49            | 大愛電視台 週一至週日 20:00-20:49 |
| ---------------------------------------- | -------------------------------------------- | --------------------------------- |
|                                          | 光合一加一 （2014年9月14日－2014年10月23日） |                                   |
| 情牽萬里 （2014年8月5日－2014年9月13日） | 阿爸講的話 （2014年10月24日－2014年12月2日） |                                   |

| 中天娛樂台 週一至週日 21:00-22:00        | 中天娛樂台 週一至週日 21:00-22:00            | 中天娛樂台 週一至週日 21:00-22:00 |
| ---------------------------------------- | -------------------------------------------- | --------------------------------- |
|                                          | 光合一加一 （2014年9月14日－2014年10月23日） |                                   |
| 情牽萬里 （2014年8月5日－2014年9月13日） | 阿爸講的話 （2014年10月24日－2014年12月2日） |                                   |

| 大愛電視台二台 大愛好戲成雙 周一至周日 18:00~19:30節目 | 大愛電視台二台 大愛好戲成雙 周一至周日 18:00~19:30節目 | 大愛電視台二台 大愛好戲成雙 周一至周日 18:00~19:30節目 |
| ------------------------------------------------------ | ------------------------------------------------------ | ------------------------------------------------------ |
|                                                        | 光合一加一 2017年1月20日－2017年2月8日                 |                                                        |
| 明天更美麗 2016年12月31日－2017年1月19日               | 心和萬事興 2017年2月9日－2017年2月28日                 |                                                        |